# Dennis Burkley
Dennis Henry Burkley (* 10. September 1945 in Van Nuys, Kalifornien; † 14. Juli 2013 in Sherman Oaks, Kalifornien) war ein US-amerikanischer Schauspieler.

## Leben
Dennis Henry Burkley wurde 1945 als Sohn von Imogene Ware und Henry Burkley in Van Nuys, Kalifornien geboren. Er wuchs in Grand Prairie, Texas auf. Burkley studierte Schauspiel und erhielt 1968 seinen Master of Fine Arts an der Texas Christian University. Anschließend zog er nach Los Angeles, wo er sich auf seine Filmkarriere konzentrierte und sich mit Nebenjobs über Wasser hielt. Da er auch als Poolreiniger des Filmregisseurs Bob Rafelson arbeitete, castete dieser ihn für seinen Spielfilm Mr. Universum, unter anderem mit dem damals noch unbekannten Arnold Schwarzenegger.
Wegen seiner Größe von 1,91 m, seines Gewichts von mehr als 150 kg, seines Südstaatenakzents und seiner ausgeprägten Gesichtsbehaarung wurde Burkley häufig als Bösewicht, Rocker oder Gangster besetzt. Durch dieses Typcasting wurde Burkley ein profilierter Nebendarsteller in weit über 100 Produktionen. Er wurde häufig mit dem Schauspieler Mickey Jones verwechselt.
Dennis Henry Burkley starb in der Nacht vom 14. Juli 2013 an einem Herzinfarkt.

## Filmografie (Auswahl)

### Filme
- 1974: Anwalt gegen das Gericht (The Law)
- 1976: Der Ruf der Wildnis (The Call of the Wild)
- 1976: Mr. Universum (Stay Hungry)
- 1977: Helden von Heute (Heroes)
- 1977: Mad Bull, der Supercatcher (Mad Bull)
- 1978: Laserkill – Todesstrahlen aus dem All (Laserblast)
- 1979: Violation – Die Ohnmacht des Opfers (Mrs. R’s Daughter)
- 1985: Ausgetrickst (Brothers-in-Law)
- 1985: Die Frau des Profis (The Slugger’s Wife)
- 1985: Die Maske (Mask)
- 1985: Die zweite Wahl – Eine Romanze (Murphy’s Romance)
- 1986: Die Stewardessen Academy (Stewardess School)
- 1986: Gesucht – Tot oder lebendig (Wanted: Dead or Alive)
- 1988: Faule Tricks und fromme Sprüche (Pass the Ammo)
- 1989: Fletch – Der Tausendsassa (Fletch Lives)
- 1989: Von Bullen aufs Kreuz gelegt (An Innocent Man)
- 1991: Der Ritter aus dem All (Suburban Commando)
- 1991: The Doors
- 1992: Gut gezielt ist halb getroffen (Four Eyes and Six-Guns)
- 1992: Hitch, der Geist aus der Flasche (Wishman)
- 1992: Made of Steel – Hart wie Stahl (Beyond the Law/Fixing the Shadow)
- 1992: Sidekicks
- 1992: Stop! Oder meine Mami schießt! (Stop! Or My Mom Will Shoot)
- 1993: Schwiegersohn Junior (Son in Law)
- 1995: Unter Anklage – Der Fall McMartin (Indictment: The McMartin Trial)
- 1996: Tin Cup
- 1997: Ein Vater zuviel (Fathers’ Day)
- 1997: Die ersten 9 1/2 Wochen (The First 9 1/2 Weeks)

### Fernsehserien
- 1976–1979: Detektiv Rockford – Anruf genügt (The Rockford Files, drei Folgen)
- 1977: Quincy (Quincy M.E., eine Folge)
- 1979: B.J. und der Bär (B.J. and the Bear, zwei Folgen)
- 1980–1981: Sanford (21 Folgen)
- 1980–1985: Ein Duke kommt selten allein (The Dukes of Hazzard, zwei Folgen)
- 1983: Polizeirevier Hill Street (Hill Street Blues, vier Folgen)
- 1983: Knight Rider (als Tiny; Gekidnappt)
- 1984: Kampf um Yellow Rose (The Yellow Rose) (Fernsehserie, 1 Folge)
- 1986: Trio mit vier Fäusten (Riptide, 1 Folge)
- 1986–1989: Wer ist hier der Boss? (Who’s the Boss?, zwei Folgen)
- 1991–1993: Daddy schafft uns alle (Evening Shade, zwei Folgen)
- 1992: Alle unter einem Dach (Family Matters, eine Folge)
- 1994: Der Prinz von Bel-Air (The Fresh Prince of Bel-Air, eine Folge)
- 1996: Renegade – Gnadenlose Jagd (Renegade, eine Folge)
- 1997–2010: King of the Hill (35 Folgen)
- 1998: Hör mal, wer da hämmert (Home Improvement, eine Folge)
- 1998: JAG – Im Auftrag der Ehre (JAG, eine Folge)
- 2005–2008: My Name Is Earl (drei Folgen)